# So What The Fuss Music
So What The Fuss Music é uma gravadora americana fundada pelo cantor Stevie Wonder. O nome veio da faixa homônima de seu vigésimo terceiro álbum, "A Time to Love" lançado em 2005.

## História
Após uma parceria de 59 anos com a Motown, Stevie decidiu que era hora de dar um novo passo e em parceira com a Universal Music Group, criou a So What The Fuss, gravadora que tem como foco mesclar o Hip Hop com as mais diversas sonoridades que Stevie está acostumado a desenvolver. Em 13 de Outubro lançou dois singles atrávés do selo, "Where Is Our Love Song" e "Can't Put It in the Hands of Fate" que farão parte de seu novo EP, "Through the Eyes Of Wonder". Toda a arrecadação gerada pela "So What The Fuss Music" será revertida para causas humanitárias, sendo a primeira delas a Feeding America, responsável por ajudar pessoas em estado de pobreza extrema nos Estados Unidos.

## Discografia

### Álbuns
- Through the Eyes Of Wonder

### Singles
- Where Is Our Love Song (2020)
- Can't Put It in the Hands of Fate (2020)